# Satsen om den öppna avbildningen (komplex analys)
Satsen om den öppna avbildning är inom komplex analys en sats om holomorfa funktioner och öppna mängder. Satsen garanterar att om {\displaystyle f:U\rightarrow {}\mathbb {C} } är en icke-konstant holomorf funktion och {\displaystyle V\subseteq {}U} är en öppen mängd, så är även {\displaystyle f(U)} en öppen mängd.